# V712 Возничего
V712 Возничего (лат. V712 Aurigae) — одиночная переменная звезда в созвездии Возничего на расстоянии (вычисленном из значения параллакса) приблизительно 4499 световых лет (около 1379 парсеков) от Солнца. Видимая звёздная величина звезды — от +14,76m до +14,68m.

## Характеристики
V712 Возничего — жёлто-оранжевая вращающаяся переменная звезда типа BY Дракона (BY:) спектрального класса K-G. Эффективная температура — около 4905 K.